# Дуров Павло Валерійович
Павло Валерійович Ду́ров (рос. Павел Валерьевич Дуров; нар. 10 жовтня 1984, Ленінград, Російська РФСР) — російський бізнесмен, програміст, співзасновник і колишній директор соцмережі VK (з братом Миколою Дуровим). Співзасновник месенджера Telegram. Лауреат стипендії президента РФ, лауреат стипендії Уряду РФ, триразовий лауреат стипендії Володимира Потаніна, переможець олімпіад з лінгвістики, інформатики та дизайну. 2007 року газета «Діловий Петербург» визнала його одним із переможців у конкурсі «Найкращих молодих підприємців 2007 року».
Заявляв, що 2014 року виїхав із Росії, але продовжив їздити туди.
2024 року Дуров посідав № 122 серед мільярдерів за версією Форбс ($15,5 млрд). У квітні 2022 року Forbes назвав його третім найбагатшим російським мільярдером. Заявляв також, що бере участь у діяльності товариства Менса.

## Біографія
Народився 10 жовтня 1984 року в місті Ленінграді в сім'ї університетської інтелігенції. У перший клас школи пішов у Турині, де кілька років там працював його батько, Дуров Валерій. Павло Дуров згодом повернувся до Ленінграду та нетривалий час начався у звичайній школі, та потім поступив до експериментальних класів Академічної гімназії, де учні поглиблено вивчають усі предмети, а також чотири іноземні мови. Мав репутацію ерудита. Через проблеми з зором сидів за першою партою. В 11 років вперше зацікавився програмуванням. Відомо, що в шкільні роки він пожартував, змінивши шпалери робочих столів шкільних комп'ютерів на фотографію вчителя інформатики із доданим підписом «Must die» (з англ. «мусить померти»). Дурова позбавляли доступу до компьютерів, однак він зламував їхні паролі. У 2001 році з відзнакою завершив навчання в Академічній гімназії.
2002 року вступив на Філологічний факультет СПбДУ за спеціальністю «Англійська філологія та переклад», був нагороджений стипендією Уряду РФ, а потім стипендією президента РФ. Тричі ставав лауреатом Потанинської стипендії, входив до числа студентів СПбДУ з високим рівнем інтелекту і лідерськими здібностями. Він перемагав на олімпіадах з інформатики, лінгвістики та дизайну. Закінчив університет у 2006 році з червоним дипломом. Роком раніше він закінчив професійну підготовку на Факультеті військового навчання СПбДУ за спеціалізацією «Пропаганда і психологічна війна». За час навчання на цьому факультеті Павло служив командиром взводу Філологічного факультету, а після закінчення отримав звання лейтенант запасу.
Під час навчання в СПбДУ Павло створював інтернет-проекти для університету. Цими проектами були сайти Durov.com і Spbgu.ru. Перший проєкт — це електронна бібліотека рефератів ВНЗ, а також місце для обміну ідеями та думками студентів; другий — форум університету, де Павло часто був ініціатором різноманітних дискусій, у яких, користуючись різними аккаунтами, сперечався сам із собою.

## Громадянство
Має 4 громадянства: Росії, Сент-Кітс і Невіс, ОАЕ і Франції.

## Діяльність
Відомий також як творець сервісів «ВКонтакті», «Telegram» та декількох менш значних студентських проєктів, зокрема Durov.com — сайту, орієнтованого, у першу чергу, на студентів гуманітарних спеціальностей, і СПбГУ.ру — форуму студентів СПбДУ. 2006 року закінчив філологічний факультет Санкт-Петербурзького університету. За рік до випуску завершив професійну підготовку на факультеті військової кафедри за фахом «Пропаганда та психологічна війна».

### «ВКонтакті»
Після 2006 року почав шукати нову форму для студентського сайту. Друг Павла, що навчався в США, показав йому Facebook, де користувачі публікували справжні імена і фото. Дуров скопіював концепцію сайту для Росії. Початкова назва майбутнього проекту — «Студент.ру» — була замінена Павлом на «ВКонтакте». Павло і його брат Микола заснували ТОВ «ВКонтакте» і запустили мережу vkontakte.ru 2006 року. Спочатку сайт був закритим, зареєструватися можна було після особистого запрошення. Наприкінці року реєстрація стала вільною. За кілька днів мережа залучила понад 2000 користувачів. Ріст кількості користувачів змусила авторів замінити сервери і вдосконалити програмну підтримку мережі. Павлу неодноразово надходили пропозиції на тему купівлі його продукту, але він відхиляв їх. Замість цього програміст залучив інвесторів до свого проекту. «ВКонтакте» розвивалася на очах. 2007 року вона стала третім за популярністю сайтом у рунеті, 2008 року відбулася монетизація мережі, а кількість користувачів перевищила 20 млн. У 2010 році компанія Павла в'їхала в Дім Зінгера на Невському проспекті, навпроти Казанського собору.
Зареєстрований у соціальній мережі ВКонтакті під id1 (після введення особистих адрес користувачів змінив на durov).
24 січня 2012 року Павло Дуров виступив з промовою англійською мовою в Мюнхені на конференції «Digital Life Design». Там він зустрівся із засновником Вікіпедії Джиммі Вейлзом та пообіцяв пожертвувати один мільйон доларів на розвиток проєкту. Дуров зазначив, що проєкт Wikipedia дуже важливий не тільки для Інтернету, а й для всього світового суспільства.

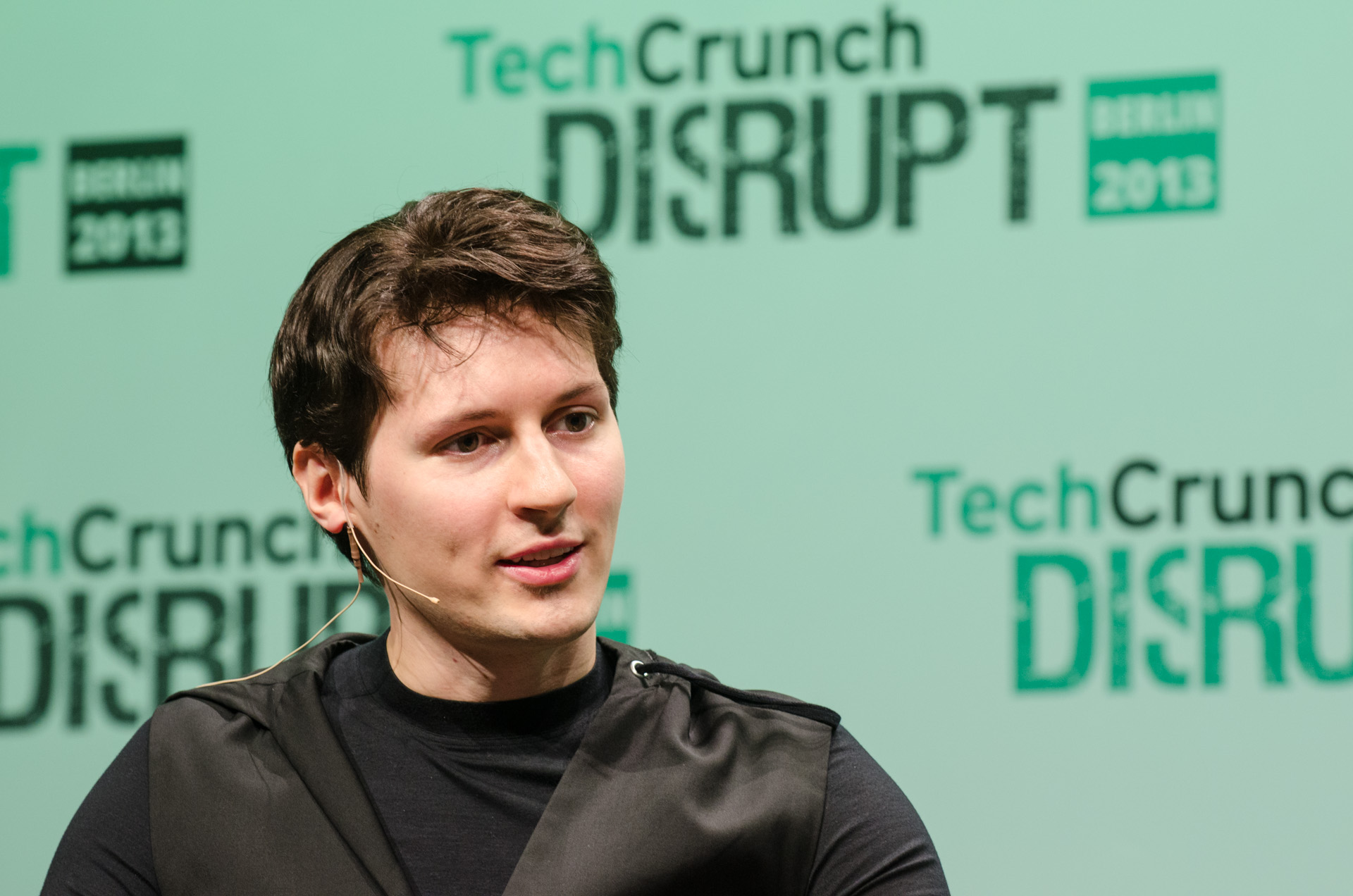
Дуров 2013 року

У грудні 2013 року ФСБ вимагала від «ВКонтакті» особисті дані організаторів груп Євромайдану. Оскільки юрисдикція Росії не поширюється на українських користувачів «ВКонтакті», російським силовикам було відмовлено у цій вимозі. Через це, за словами Дурова, йому довелося пожертвувати багато чим, у тому числі його часткою «ВКонтакті».
У січні 2014 стало відомо, що Дуров продав свою частку (12 %) у компанії «ВКонтакті» генеральному директору компанії «Мегафон» Івану Тавріну. У березні в Івана Тавріна цю частку викупила Mail.Ru Group, зосередивши таким чином 52 % акцій «ВКонтакті»; 48 % належать фонду United Capital Partners.
21 квітня 2014 року Дуров оголосив, що його звільнили з посади генерального директора соціальної мережі.

### Телеграм
14 серпня 2013 року представлений перший клієнт Telegram. У листопаді 2013 у програми налічувалося, близько 1 мільйона інсталяцій. Дуров заявив, що початкова ідея програми прийшла йому 2011 року, коли до його дверей приходили спецпризначенці. Сервіс побудований на технології шифрування MTProto, розробленій братом Павла Миколою.
У відповідь на пропозиції деяких чиновників заборонити месенджер у Росії, 24 грудня 2015 рок Дуров заявив, що Telegram відмовляється видавати особисті дані третім сторонам.
У 2018 році Дуров оголосив про плани запуску блокчейн-платформи TON з криптовалютою Gram — під цю розробку Telegram залучив $1,7 млрд інвестицій. Через заборону на випуск Gram з боку Комісії з цінних паперів США у 2020 році від проєкту довелося відмовитися.
24 серпня 2024 року, Павла Дурова затримала поліція в аеропорту Ле Бурже поблизу Парижа (Франція) за діяльність Телеграма.

23 грудня 2024 року Павло Дуров заявив, що вперше за три роки месенджер Telegram почав приносити прибуток, а загальний дохід перевищив $1 млрд.

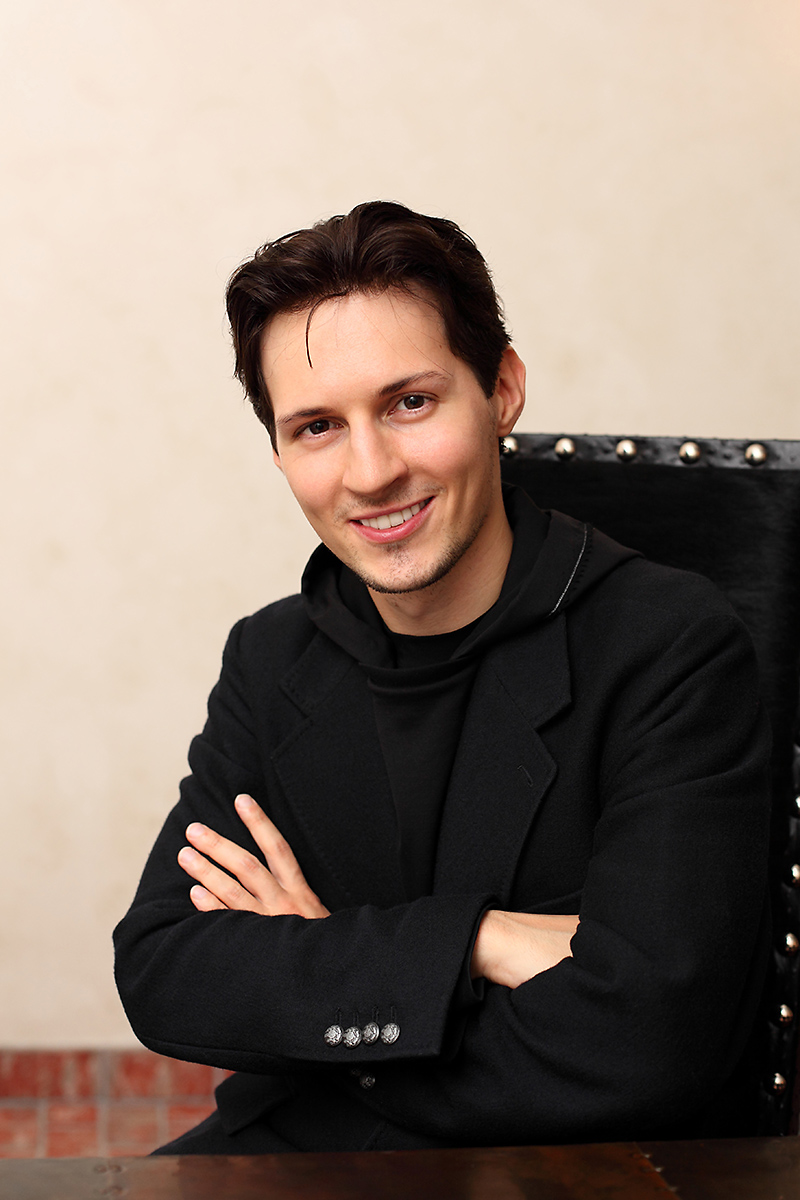
2012 рік

## Місце проживання
16 квітня Дуров оголосив, що 13 грудня 2013 року ФСБ вимагала від керівництва мережі передати особисту інформацію організаторів груп Євромайдану, на що він відповів відмовою. У грудні ж відбулася угода про продаж частки в компанії. За його словами, юрисдикція Росії не поширюється на українських користувачів соціальної мережі «ВКонтакте». Також Дуров зазначив, що поширення даних українських користувачів було б не тільки порушенням закону, а й злочином перед мільйонами користувачів з України.
22 квітня 2014 року Дуров заявив, що покинув Росію і збирався повертатися. Насправді він незабаром повернувся, і протягом 2015—2021 років відвідував Росію понад 50 разів, про що стало відомо внаслідок найбільшого витоку бази даних ФСБ.

## Погляди
Має лібертаріанські політичні погляди, а також є вегетаріанцем. 10 жовтня 2017 року розповів про сім речей, від яких він відмовився багато років тому і які, на його думку, негативно впливають на свідомість: алкоголь; м'ясо тварин; таблетки та будь-які продукти фармацевтики; нікотин та інші наркотичні речовини; кава, чорний і зелений чай, енергетики; фастфуд
Попри постійні заяви про аполітичність, з початком повномасштабної війни висловив зацікавленість конфліктом. «З боку мами я веду свою родинну лінію з Києва. Її дівоче прізвище „Іваненко“, і до сьогодні в нас живе багато родичів в Україні. Тому цей трагічний конфлікт є особистим і для мене, і для Telegram».
У квітні 2022 року вийшла заява Forbes, що деякі бізнесмени, які «мають зв'язки з Росією», попросили американський Forbes не називати їх російськими громадянами.

## Розслідування

### Затримання
Увечері 24 серпня 2024 року Дурова було затримано в аеропорту Ле Бурже поблизу Парижа силами жандармерії транспортної безпеки (GTA) за запитом Офісу з питань неповнолітніх (OFMIN) при Національному управлінні судової поліції Франції. Затримання відбулося після того, як Дуров прилетів із Азербайджану. Він був у супроводі охоронця та жінки. Ордер на затримання та обшук був виданий через відмову Дурова співпрацювати з французькими правоохоронними органами та відсутність належної модерації в Telegram, що за законами Франції зробило його співучасником таких злочинів, як незаконний обіг наркотиків, тероризм, відмивання грошей, злочини пов'язані з дітьми. Дуров мало подорожував Європою, зазвичай обираючи для візитів Емірати чи Південну Америку. У французьких об'єктах нерухомості Дурова проводили обшуки, йому загрожувало до 20 років в'язниці, він мав постати перед судом як громадянин Франції.
Загалом Дурова підозрювали у 12 злочинах:
- співучасті у розробці онлайн-платформи для незаконних операцій у складі організованої групи;
- відмові в наданні на вимогу компетентних органів інформації або документів, необхідних для розслідувань;
- співучасті у зберіганні порнографічних зображень неповнолітніх;
- співучасті у поширенні порнографічного контенту з неповнолітніми у складі організованої групи;
- співучасті у придбанні, перевезенні, зберіганні та збуті наркотиків;
- співучасті у пропозиції, продажі або наданні без законної причини обладнання, інструментів, програм чи даних, розроблених або адаптованих для отримання доступу чи пошкодження автоматизованої системи обробки даних;
- співучасть в організованому шахрайстві;
- участі у злочинному об'єднанні з метою вчинення злочину або правопорушення, що карається позбавленням волі на п'ять і більше років;
- відмиванні доходів, отриманих від організованої злочинної групи;
- наданні криптографічних послуг для забезпечення конфіденційності;
- наданні криптографічного інструменту, що забезпечує автентифікацію чи моніторинг цілісності без попереднього декларування;
- імпорті криптографічного інструменту, що забезпечує автентифікацію або моніторинг цілісності без попереднього декларування.

### Арешт
25 серпня 2024 року Дурову продовжили термін утримання під вартою на 48 годин, початковий період затримання може тривати щонайбільше до 96 годин, після цього затриманого або мають відпустити, або висунути йому звинувачення.
28 серпня 2024 року Дурову оголосили кілька обвинувачень, серед яких: приховування злочинів у складі організованої групи. Його помістили під судовий нагляд з можливістю внесення застави в €5 млн і зобов'язанням не покидати Францію й двічі на тиждень реєструватися в поліції.
15 березня 2025 року, з дозволу суду, Дуров залишив Францію та відбув до Дубаю (ОАЕ).

## Сім'я
- Батько — доктор філологічних наук Валерій Семенович Дуров (нар. 13 липня 1945).
- Мати — Альбіна Олександрівна Дурова (нар. 3 квітня 1951), викладачка у Санкт-Петербурзькому державному університеті. Родом з Києва[58].
- Брат — Дуров Микола Валерійович (нар. 21 листопада 1980)[59], математик, кандидат фізико-математичних наук, багаторазовий призер російських і міжнародних олімпіад з математики та інформатики[17], двічі абсолютний чемпіон світу з програмування серед студентів[21][60]. З дня заснування і до середини 2013 року був технічним директором ВКонтакте[17]. Один із творців Telegram[61].
- Єдиноутробний брат — Михайло Петров, син Альбіни Дурової від першого шлюбу[62].
- Дід Павла, Семен Петрович Туляков (нар. 1913), брав участь у Другій світовій війні. Служив у 65-му стрілецькому полку, брав участь у боях на Ленінградському фронті на Красноборському і Гатчинському напрямках, тричі був поранений. Представлявся до ордену Червоної Зірки[63], нагороджений орденом Вітчизняної війни II ступеня[64] і на 40-річчя Перемоги орденом вітчизняної війни I ступеня[65]. Після війни був репресований[66].

### Особисте життя і діти
2021 року російський Forbes помістив дітей Дурова на шосте місце рейтингу найбагатших спадкоємців Росії. За даними Forbes, у Дурова є двоє дітей від колишньої дружини Дар'ї Бондаренко: дочка 2009 року народження і син Михайло 2010 року народження. З Дар'єю Бондаренко Дуров познайомився під час навчання в університеті; станом на 2021 рік вона жила в Барселоні.
23 липня 2024 року до редакції Forbes звернулася інша колишня дружина Дурова Ірина Болгар, яка мешкає у Швейцарії, з проханням поширити підтвердження того, що вона є матір'ю трьох дітей від Павла, надавши також сімейне фото з Дуровим, зроблене 2020 року. У березні 2023 року Ірина Болгар подала позов проти Дурова за несплату аліментів. У матеріалах справи зазначено, що Дуров чинив насильство до їх молодшого з Болгар сина. У документах описано п'ять інцидентів, що сталися у 2021 та 2022 роках, які негативно позначилися на здоров'ї дитини. Ірина Болгар вимагає від Павла Дурова 150 тисяч євро на місяць через несплату аліментів та насильство над дитиною.
У 2024 році Павло Дуров заявив, що є біологічним батьком понад 100 дітей завдяки донорству сперми.